# Nyerl
A Nyerl (oroszul: Нерль) folyó Oroszország európai részén. A Kljazma bal oldali mellékfolyója.

## Földrajz
A Nyerl a központi fekvésű Jaroszlavli, Ivanovói és Vlagyimiri területen folyik keresztül. Hossza 284 km, vízgyűjtő területe 6780 km². 
A folyó nem hajózható. November-december táján befagy, és áprilisig jég alatt marad.
Torkolata közelében épült 1165-ben a Mária oltalma templom, amely Vlagyimir és Szuzdal fehér műemlékei néven 1992 óta a Világörökség része.

## Fordítás
- Ez a szócikk részben vagy egészben a Nerl River (Klyazma) című angol Wikipédia-szócikk ezen változatának fordításán alapul.  Az eredeti cikk szerkesztőit annak laptörténete sorolja fel. Ez a jelzés csupán a megfogalmazás eredetét és a szerzői jogokat jelzi, nem szolgál a cikkben szereplő információk forrásmegjelöléseként.